# Gentiobiose
Le gentiobiose (ou amygdalose) est un diholoside (ou disaccharide) composé de deux unités de D-glucose liées par une liaison osidique du type β(1→6).
Le gentiobiose a de nombreux isomères, parmi lesquels des diholosides, qui différent par la nature de la liaison osidique qui relie les deux unités de glucose :
- Tréhalose ⇒ α(1→1)α
- Maltose ⇒ α(1→4)
- Isomaltose ⇒ α(1→6)
- Sophorose ⇒ β(1→2)
- Cellobiose ⇒ β(1→4)

Le gentiobiose se présente sous la forme d'un solide blanc cristallin soluble dans l'eau ou le méthanol chaud.
On retrouve du gentiobiose dans la structure chimique de la crocine, le composé chimique qui donne au safran sa couleur.
On ne retrouve pas de gentiobiose dans la nature comme un sucre libre, mais on le retrouve sous forme d'hétéroside, par exemple dans l'amygdaline.